# Трое лентяев

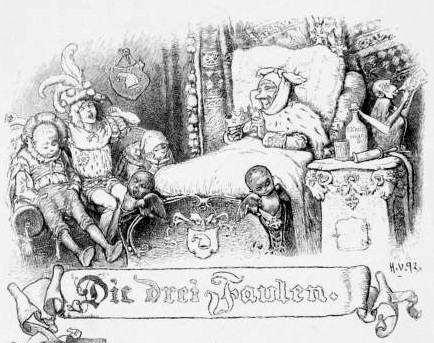
Трое лентяев (иллюстрация Германа Фогеля, 1892 г.)

«Трое лентяев» (нем. Die drei Faulen) — сказка братьев Гримм, представляющая собой короткий фарс о короле, который выбирал себе наследника, по принципу — самый ленивый и будет править. По системе классификации сказочных сюжетов Aарне-Томпсона, имеет номер 1950.
В сборнике братьев Гримм сказка стоит под номером 151 (KHM 151). Тот же номер имеет следующая история — «Двенадцать ленивых слуг». Для различения к номеру последней в русском переводе добавляют букву «а».

## Сюжет
Умирающий король хочет, чтобы ему наследовал самый ленивый из трёх его сыновей. Первый говорит, что ему лень закрывать ко сну глаза, даже если в них попадёт капля. Второй утверждает, что не уберёт ноги от огня, даже если те загорятся. Третьему же будет лень перерезать верёвку, даже если он будет повешен. Услышав такое, отец сказал: «Ты, точно, всех ленивее оказался, тебе и королём быть».

## Происхождение и варианты сюжета
Сказка происходит из коллекции рассказов Йоханнеса Паули (1455—1530) «Шимпф и Эрнст» (1522) и была распространённой в немецкой литературе XV—XVI века.